# Xiphorhynchus guttatus guttatoides

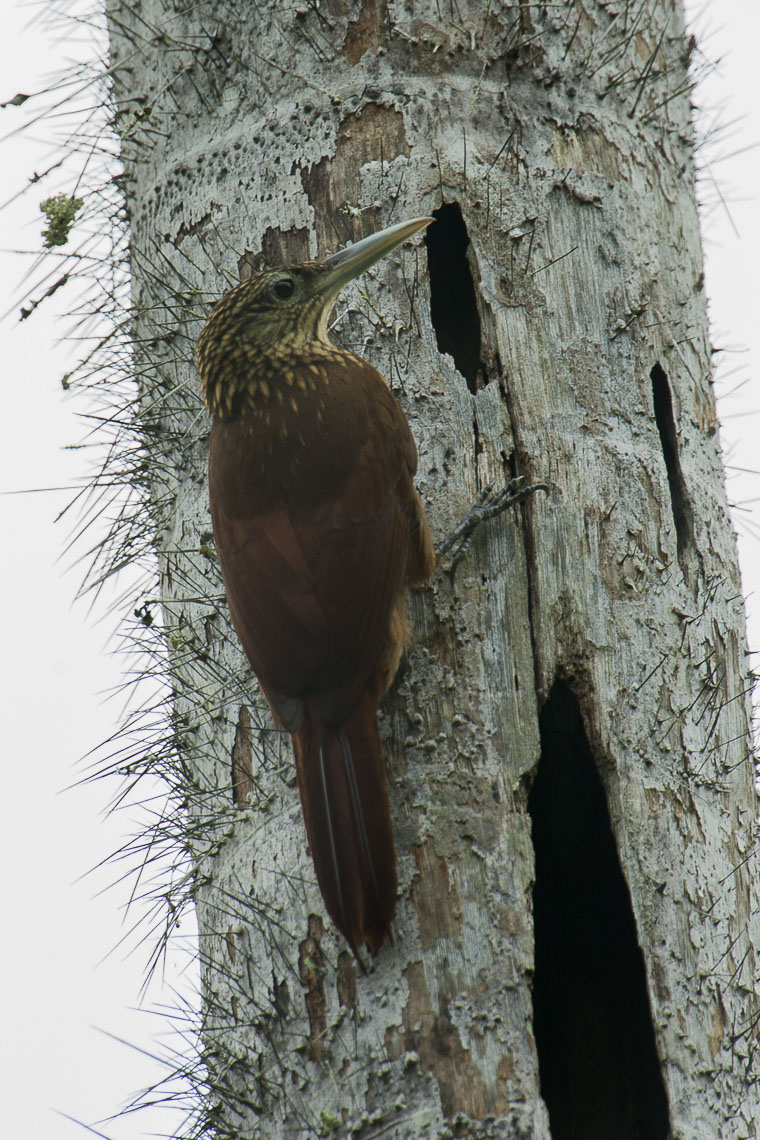
Xiphorhynchus guttatus guttatoides in 2007 gefotografeerd in Manu, (Oost-Peru).

Xiphorhynchus guttatus guttatoides is een zangvogel uit de familie Furnariidae (ovenvogels). Het is een standvogel die voorkomt in het westen van het Amazonebekken en aangrenzende gebieden met cerrado. Volgens de IOC World Bird List is het een ondersoort van de geelkeelmuisspecht.  Samen met de andere ondersoort X. g. eytoni wordt deze muisspecht in het Engels de Lafresnaye's woodcreeper (Lafresnayes muisspecht) genoemd. Dit is een eerbetoon aan de Franse natuurhistorisch onderzoeker Frédéric de Lafresnaye.